# 불가리아 문학
다음은 불가리아 문학에 관한 설명이다.
9세기 말부터 10세기 초엽에 걸쳐서 불가리아는 시메온 황제의 치세(893-927) 하에 국력이 크게 융성하고 문화적으로도 황금시대를 과시했다. 킬리로스, 메토디오스 형제(체코 문학참조)의 제자들은 모라비아에서 추방당한 후 동방정교회의 나라 불가리아에서 보호를 받고 남서부 도시 오후리드를 중심으로 문학활동을 계속했다. 고교회(古敎會) 슬라브어또는 고(古)불가리아어의 문학은 비잔틴의 종교문헌으로 연대기의 번역이 주류를 이룬다. 14세기 말에 불가리아는 터키에 정복당해 그 후 19세기 후반까지 5세기에 걸쳐 터키의 예속하에 놓임으로써 문학활동은 두절되었다. 그러나 터키 침략 당시, 산중에서 농성하며 치열한 저항을 거듭했던 ‘하이도브틴’(산적의 뜻) 들의 영웅적인 행위를 찬양한 서사시가 민중들 사이에서 전해졌다. 18세기 말에는 일개 수도승인 파이시가 민족의 과거 영광을 묘사한 <슬라브 불가리아사(史)>(1762)를 저술하여 불가리아인의 문화적 재생과 민족적 각성을 불러 일으켰다. 1853년의 크림 전쟁을 계기로 민족독립의 정열은 한층 고조되어 1876년의 무장봉기(武裝蜂起)에 이르러 절정에 도달했으며 민족 해방운동의 지도적 역할을 수행한 것은 문학가들로서 이러한 과정을 겪는 동안 불가리아의 근대문학이 성립되었다. 슬라베이코프(1827-1895), 라코프스키(1821-1867), 카라벨로프(1837-1879), 보테프(1848-1876), 레프스키(1837-1873) 등 국민시인은 펜으로 혹은 검으로 독립운동에 헌신했다. 1879년에 불가리아는 터키 지배에서 벗어나 1908년 독립을 확보했다. 이 시기의 최대의 문학가는 이반 바조프(1850-1921)로서 시·소설·희곡 등 온갖 장르에 걸쳐 창작활동을 해서 근대문학의 기초를 세웠다. 1876년의 4월 봉기를 테마로 한 장편 역사소설 <멍에(頸木) 아래서>(1893)가 대표작이다. 이 시대에서 소위 프롤레타리아 문학과 상징주의 문학도 등장했으나 바조프의 전통을 계승하여 리얼리즘 문학을 발전시킨 것은 에린 페린(1878-1949)과 네미로프(1882-1945)였다. 제1차 세계대전이 패전으로 끝나자, 러시아 혁명의 영향하에 좌익전 농민연맹(農民聯盟)이 정권을 장악하고 문학가의 급진화(急進化)가 두드러지게 눈에 띄었다. 1923년에는 쿠데타에 의해 파쇼 정권이 성립되고 백색 테러의 희생이 된 문학자들이 생겼다. 그 후 제2차 세계대전이 종결되기까지 검열의 눈을 피해 가면서 반(反)파쇼 문학이 계속되었다. 1944년 소위 사회주의국가가 탄생했고, 해방 직후의 문학은 반나치 저항 운동의 테마가 중심을 이루었다. 50년대 말부터는 ‘해빙’ 현상이 대두되기 시작하여 새로운 문학의 입김이 감지된다.